# Pine
Pine (ang. Program for Internet News & E-mail) – pełnoekranowy program odczytu i komponowania poczty oraz grup dyskusyjnych działający w trybie tekstowym. Opracowany został na Uniwersytecie Washington w Seattle. Materiałem "wyjściowym" był program elm, a dla używanego przez pine edytora pico – MicroEmacs. Nazwy pine i pico są nazwami zastrzeżonymi Uniwersytetu Washington.
W swej podstawowej konfiguracji, pine oferuje (celowo) ograniczoną liczbę funkcji – nakierowaną na początkującego użytkownika. Wraz ze wzrostem umiejętności i potrzeb może on włączać dodatkowe możliwości programu.
Podstawowe funkcje oferowane przez pine to:
- oglądanie, zapamiętywanie, eksport, drukowanie, odpisywanie i przesyłanie (forward) listów
- wysyłanie poczty (do kompozycji listów wykorzystywany jest prosty edytor pico pozwalający między innymi na automatyczne łamanie wierszy (word wrap)); przygotowywanie wiadomości może być w każdej chwili wstrzymane i kontynuowane później
- pełnoekranowy wybór i zarządzanie folderami
- zarządzanie książkami adresowymi (jeżeli podczas pierwszego uruchomienia program zauważy, że użytkownik poprzednio korzystał z programu elm automatycznie przetłumaczy dotychczas używaną książkę adresową); adresy mogą być dołączane do książki adresowej z otrzymanych listów
- sprawdzanie (co 150 sekund) oraz podczas wykonywania określonych czynności, czy nie nadeszła kolejna przesyłka
- odczyt i nadawanie przesyłek w standardzie MIME
- odczyt i wysyłanie newsów
- dostęp do poczty na zdalnym komputerze (program pine może pracować jako klient serwera IMAP, musi on być zainstalowany i skonfigurowany na zdalnym komputerze)

Istnieją również wersje pracujące w środowisku MS-DOS (z kilkoma różnymi zestawami oprogramowania sieciowego) i Windows (winsock) – wymaga to jednak zainstalowania na serwerze uniksowym serwera IMAP.